# Gradečki Pavlovec
 Gradečki Pavlovec  falu Horvátországban Zágráb megyében. Közigazgatásilag Gradechez tartozik.

## Fekvése
Zágrábtól 40 km-re északkeletre, községközpontjától  1 km-re délre,  a megye északkeleti részén fekszik.

## Története
A településnek 1857-ben 469, 1910-ben 730 lakosa volt. Trianonig Belovár-Kőrös vármegye Kőrösi járásához tartozott. 2001-ben 506 lakosa volt.

## Lakosság
| Lakosság változása | Lakosság változása | Lakosság változása | Lakosság változása | Lakosság változása | Lakosság változása | Lakosság változása | Lakosság változása | Lakosság változása | Lakosság változása | Lakosság változása | Lakosság változása | Lakosság változása | Lakosság változása | Lakosság változása |  |
| ------------------ | ------------------ | ------------------ | ------------------ | ------------------ | ------------------ | ------------------ | ------------------ | ------------------ | ------------------ | ------------------ | ------------------ | ------------------ | ------------------ | ------------------ |  |
| 1857               | 1869               | 1880               | 1890               | 1900               | 1910               | 1921               | 1931               | 1948               | 1953               | 1961               | 1971               | 1981               | 1991               | 2001               |  |
| 469                | 519                | 511                | 567                | 0                  | 730                | 710                | 662                | 438                | 592                | 601                | 490                | 453                | 404                | 506                |  |

## Külső hivatkozások
Gradec község hivatalos oldala